# صوت البحر (فلم)
صوت البحر (بالإسبانية: Son de Mar) هو فيلم دراما رومانسي إثارة جنسي إسباني تم إنتاجه في سنة 2001 وهو من إخراج بيغاس لونا وبطولة جوردي مويا و ليونور واتلنغ و إدوارد فرنانديز، قصة الفيلم مأخوذة من رواية بنفس العنوان لمانويل فنسنت.

## القصة
تدور احداث الفيلم في إحدى المدن الساحلية قرب فالنسيا في إسبانيا، حيث يصل معلم أداب إسمه أوليسيس إلى تلك المدينة ليتعرف إلى فتاة إسمها مارتينا يقع بحبها سرعان ما يتزوجا، يدعوهما شخص آخر إسمه سيرا يحب الفتاة مارتينا إلى قاربه الذي تتمنى الفتاة امتلاكه في المستقبل. في إحدى رحلات الزوجين في القارب يختفي أوليسيس ويشككون بوفاته. وبعد فقدان مارتينا الأمل برجوع أوليسيس تتزوج من سيرا، تكتشف مارتينا لاحقاً أن أوليسيس لا يزال حي فترجع له وتخون زوجها سيرا، الذي يلاحقهما هو الآخر في قاربه سون ديمار الذي تحبه مارتينا وأثناء ملاحقته لهم يغرق القارب في البحر.

## روابط خارجية
- مقالات تستعمل روابط فنية بلا صلة مع ويكي بيانات